# Слепой музыкант (фильм)
«Слепо́й музыка́нт» — художественный фильм киностудии «Мосфильм» 1960 года. Экранизация одноимённой повести Владимира Короленко.

## Сюжет
В богатой дворянской семье Попельских единственный сын Петрик слеп от рождения. Его мать Анна Михайловна, бесконечно любя и жалея мальчика, воспитывает его как редкостный хрупкий цветок. И только дядя Максим, в юности сражавшийся под знаменем Гарибальди, пытается приучить мальчика к самостоятельности. Мальчик начинает узнавать мир на ощупь, и однажды его пальцы находят клавиши фортепиано. Но, ещё не зная цену своему таланту, он уходит с бродягами «искать правду». И теперь только любовь способна примирить его с миром зрячих.

## В ролях
- Борис Ливанов — Максим Яценко
- Василий Ливанов — Пётр
- Сергей Шестопалов — Пётр в детстве
- Марианна Стриженова — Анна Михайловна
- Лариса Курдюмова — Эвелина
- Марина Куракова — Эвелина в детстве
- Юрий Пузырёв — Иохим
- Алексей Грибов — Фёдор Кандыба
- Сергей Блинников — Ставрученко
- Виктор Мурганов — Илья
- Вадим Грачёв — Андрей
- Никита Кондратьев — Кузьма
- Александр Смирнов — Попельский
- Николай Козинин — звонарь

## Съёмочная группа
- Автор сценария: Иосиф Маневич
- Режиссёр-постановщик: Татьяна Лукашевич
- Оператор: Виктор Масевич
- Художник: Борис Царёв
- Композитор: Юрий Левитин